# Neritos subflavida
Neritos subflavida là một loài bướm đêm thuộc phân họ Arctiinae, họ Erebidae.